# غلستان مهدي أباد (غرمسير أردستان)
غلستان مهدي أباد (بالفارسية: گلستان مهدی‌آباد) هي قرية تقع في إيران في قسم غرمسیر الريفي.